# Пауки-лиокраниды
Пауки-лиокраниды (лат. Liocranidae) — семейство аранеоморфных пауков, насчитывающее 150 видов из 30 родов.

## Распространение
Населяют всю, кроме крайнего севера, территорию Северной Америки, Евразии и Полинезии, а также населяют Эквадор и Перу в Южной Америке, везде в Африке исключая территорию джунглей и юго запада Сахары, в Австралии населяют запад.

## Экология
Самки пауков живут в норах животных, а самцы, как правило, блуждают.

## Список родов
- Cybaeodinae Simon, 1897

- Cybaeodes Simon, 1878 — Средиземноморье
- Donuea Strand, 1932 — Мадагаскар
- Hesperocranum Ubick & Platnick, 1991 — США
- Heterochemmis F. O. P-Cambridge, 1900 — Мексика
- Itatsina Kishida, 1930 — Китай, Корея, Япония
- Jacaena Thorell, 1897 — Бирма, Таиланд
- Laudetia Gertsch, 1941 — Доминика

- Liocraninae Simon, 1897

- Apostenus Westring, 1851 — Африка, Европа, Северная Америка
- Argistes Simon, 1897 — Намибия, Шри-Ланка
- Coryssiphus Simon, 1903 — Южная Африка
- Liocranoeca Wunderlich, 1999 — США, Европа, Россия
- Liocranum L. Koch, 1866 — Куба, от Европы до Грузии, Средиземноморье, Новая Гвинея
- Liparochrysis Simon, 1909 — Австралия
- Mesiotelus Simon, 1897 — Средиземноморье, Центральная Азия, Африка
- Mesobria Simon, 1897 — Сент-Винсент и Гренадины
- Montebello Hogg, 1914 — Австралия
- Neoanagraphis Gertsch & Mulaik, 1936 — США, Мексика
- Paratus Simon, 1898 — Шри-Ланка
- Plynnon Deeleman-Reinhold, 2001 — Борнео, Суматра
- Rhaeboctesis Simon, 1897 — Африка
- Sagana Thorell, 1875 — от Европы до Грузии
- Scotina Menge, 1873 — Европа, Алжир, Россия, Мальта
- Sesieutes Simon, 1897 — Южная Азия
- Sphingius Thorell, 1890 — Южная Азия
- Sudharmia Deeleman-Reinhold, 2001 — Суматра
- Teutamus Thorell, 1890 — Южная Азия

- incertae sedis

- Agraecina Simon, 1932 — Западное Средиземноморье, Румыния, Канарские острова
- Agroeca Westring, 1861 — Голарктика
- Andromma Simon, 1893 — Африка
- Brachyanillus Simon, 1913 — Испания, Алжир